# Шаратта, Таисия Демьяновна
Шаратта Таисия Демьяновна (Таиса Шаратта-Долидзе; 11 декабря 1911, Кривой Рог, Херсонская губерния — 3 сентября 1973, Киев) — советская оперная певица (меццо-сопрано). Заслуженная артистка Грузинской ССР (1941).

## Биография
Родилась в 1911 году в местечке Кривой Рог.
В 1928 году поступила и в 1932 году окончила Днепропетровское музыкальное училище (класс вокала А. Тарловской).
В 1932—1935 годах — солистка Большого театра СССР.
В 1935—1951 годах — солистка Тбилисского театра оперы и балета. В 1937 году участвовала в Декаде грузинского искусства в Москве.
Умерла 3 сентября 1973 года в Киеве. Похоронена вместе с семьей на Байковом кладбище (участок № 47а).

## Творческая деятельность
Обладала редким голосом широкого диапазона, равным во всех регистрах — от нижнего контральтового фа до сопранового до третьей октавы. Отличалась высокой вокальной культурой и артистизмом. На концертах исполняла произведения русских композиторов, украинские народные песни. В 1940 году снялась в фильме «Дружба».
Партии:
- Любаша («Царева невеста» Римского-Корсакова);
- Ольга («Евгений Онерин» Чайковского);
- Кармен («Кармен» Бизе);
- Амнерис, Маддалена («Аида», «Риголетто» Верди);
- Шарлотта («Вертер» Массне);
- Далида («Самсон и Далила» Сен-Санса).

## Награды
- Орден «Знак Почёта» (14 января 1937)[3];
- Заслуженная артистка Грузинской ССР (1941).